# Massif du Lingas
 (février 2023).
- Si vous ne connaissez pas le sujet, laissez ce bandeau (vous pouvez alors contacter les auteurs).
- Si vous supprimez le contenu mis en cause (vous pouvez préalablement contacter les auteurs),

argumentez précisément cette suppression dans la page de discussion
(un manque de référence n'est pas un argument ; une recherche réelle de référence doit avoir été effectuée, être formellement documentée).
Le massif du Lingas, ou Lingas, est une petite entité[précision nécessaire] française située dans les Cévennes, au sud-est du Massif central. Il comprend la totalité de la montagne du Lingas qui constitue le cœur du massif.

## Géographie

### Situation
Le massif du Lingas est encadré au nord par le mont Aigoual, au sud par les causses de Blandas et de Campestre, à l'ouest par le causse du Larzac et son satellite le causse Bégon. Et enfin à l'est, par la montagne du Liron. La majeure partie du massif se situe dans le département du Gard à l’exception de la terminaison occidentale qui se trouve dans le département de l'Aveyron.
Les massifs du Lingas et de l'Aigoual forment une même entité géologique[réf. nécessaire], mais se distinguent dans le paysage par les profondes incisions des vallées de la Dourbie et de Valleraugue.
Le massif du Lingas est presque entièrement intégré au parc national des Cévennes.

### Topographie
Le massif du Lingas est une masse allongée orientée est-ouest ; il est parfois appelé plateau en raison du faible nombre de sommets remarquables à l'exception de l'emblématique rocher de Saint-Guiral (1 366 mètres).
Les principaux sommets sont les suivants, d'est en ouest :
- Montagne d'Aulas 1 417 mètres ;
- Ribaldès 1 432 mètres ;
- La Luzette 1 445 mètres ;
- Les Trois Quilles 1 410 mètres, situées près du rocher de Saint-Guiral.

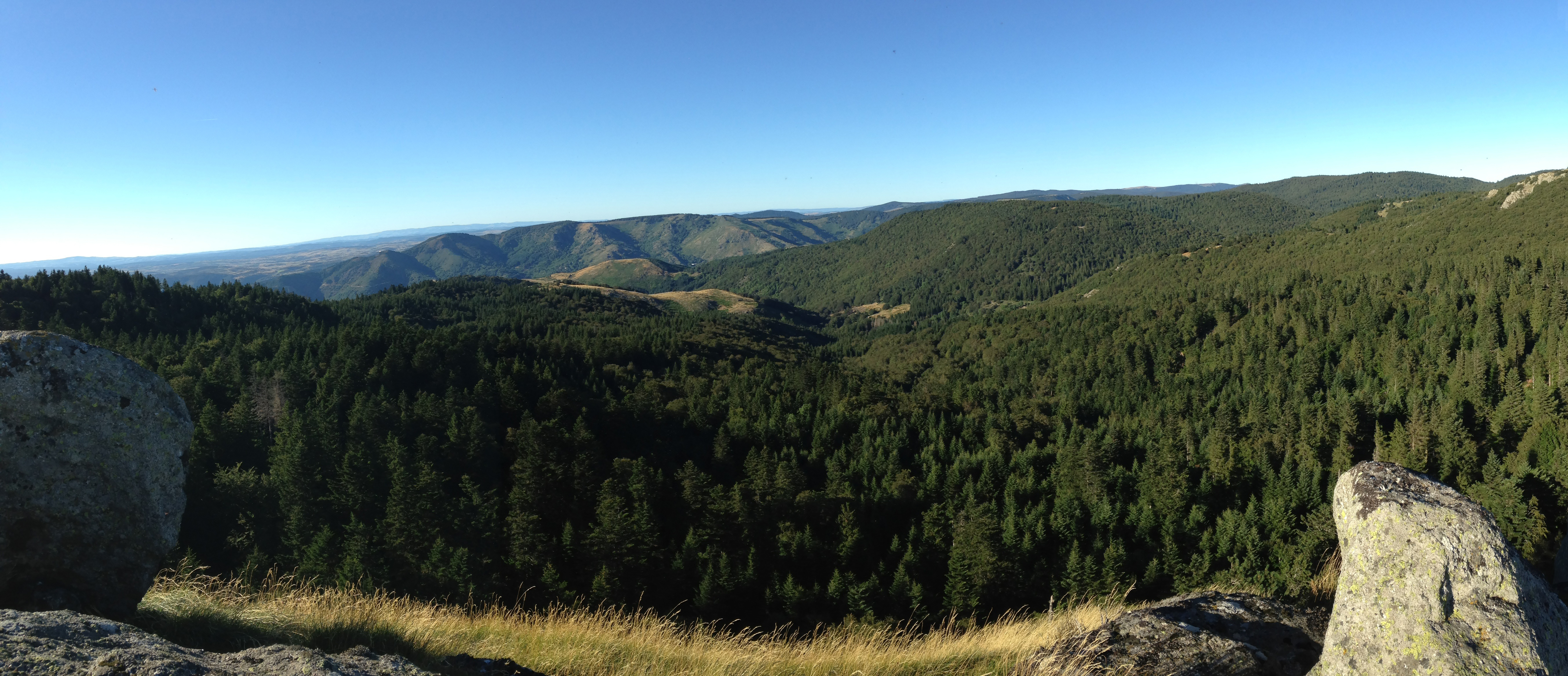
Vue du massif du Lingas depuis le rocher de Saint-Guiral.

### Hydrographie
Le massif du Lingas est limité par les vallées de la Dourbie, au nord, et de l'Hérault, au nord et à l'est. Au sud, la vallée de l'Arre et plusieurs ruisseaux affluents de la Dourbie (bassin versant atlantique) et de la Vis (bassin versant méditerranéen) séparent le socle granitique des plateaux calcaires des Grands Causses.
| Dourbie et affluents | Hérault et affluents                                          |
| - Dourbie - Ruisseau de Brévinque - Le Roubieu - Ruisseau des Crozes - Le Crouzoulous - Valat de Prunaret - Valat des Gardies - Ruisseau du Lingas - Ruisseau de Pueylong | - L'Hérault - La Virenque - La Vis - L'Arre - Valat de Reynus |

### Communes du massif et de ses abords immédiats
- Alzon
- Arphy
- Arre
- Arrigas
- Aulas
- Aumessas
- Bez-et-Esparon
- Bréau-Mars
- Mandagout
- Molières-Cavaillac
- Nant
- Dourbies
- Le Vigan
- Trèves
- Val-d'Aigoual
- Saint-André-de-Majencoules
- Saint-Jean-du-Bruel
- Sauclières

### Géologie
Le massif du Lingas est un massif granitique auréolé de schistes. Il est essentiellement constitué de granite du Saint-Guiral, bordé à l'est et à l'ouest par des formations schisto-gréseuses. Le Lingas est armé par des sommets nés des remontées de granite, il domine largement les Causses et les Cévennes. Sa topographie est limitée au nord-est par la faille dite du Bonheur qui a généré le décroché entre les massifs de l'Aigoual et du Lingas matérialisé par la vallée de Valleraugue que domine la montagne de l'Espérou.

### Flore et faune
Les bois et forêts du massif font partie intégrante de la forêt domaniale de l'Aigoual.

## Histoire
L'histoire du massif du Lingas est intimement liée à celle du rocher de Saint-Guiral[évasif].

## Protection environnementale
Ce territoire bénéficie de la protection du parc national des Cévennes.
Dix communes du massif (Alzon, Arphy, Arrigas, Aumessas, Bréau-et-Salagosse, Dourbies, Lanuéjols, Saint-Sauveur-Camprieu, Trèves, Valleraugue) sont totalement ou partiellement incluses dans le site Natura 2000 Massif de l'Aigoual et du Lingas depuis 2016,.

## Tourisme
Le massif du Lingas est traversé par de nombreux sentiers, notamment de grande randonnée dits GR66 et GR71 qui le recoupent du sud au nord en passant par le rocher de Saint-Guiral. Un sentier de direction est-ouest longe les sommets les plus élevés et le lac des Pises ; il permet de rejoindre d'autres itinéraires pédestres situés dans la partie orientale du massif.